# Opsodoras stuebelii
Opsodoras stuebelii är en fiskart som först beskrevs av Franz Steindachner 1882.  Opsodoras stuebelii ingår i släktet Opsodoras och familjen Doradidae. Inga underarter finns listade i Catalogue of Life.